# Idol (format telewizyjny)
Idol – międzynarodowy format telewizyjny typu talent show, stworzony w 2001 przez Simona Fullera i realizowany na licencji brytyjskiej firmy producenckiej Fremantle. Zadebiutował w październiku 2001 na kanale ITV jako Pop Idol.
Pierwszym podmiotem, który wykupił licencję na realizację lokalnej wersji programu, była telewizja Polsat, która w 2002 wyprodukowała pierwszą polską edycję Idola. Prawo do realizacji krajowej wersji programu mają łącznie 54 państwa, w tym m.in. Stany Zjednoczone, Chiny, Czechy, Estonia, Finlandia, Francja, Indie, Indonezja, Kambodża, Kolumbia, Niemcy, Nigeria, Norwegia, RPA, Szwecja czy kraje arabskie.
Program ma formę konkursu wokalnego. Po przejściu wstępnych eliminacji uczestnicy prezentują się przed profesjonalną komisją jurorską, śpiewając wybraną piosenkę a cappella bądź z akompaniamentem, np. gitary czy pianina. Jurorzy wybierają finalistów, którzy w kolejnym etapie występują przed publicznością podczas odcinków „na żywo”. Zwycięzcę programu wybierają telewidzowie za pomocą wysyłanych SMS-ów. Nagrodą w konkursie jest możliwość nagrania i wydania albumu studyjnego z pomocą profesjonalnej wytwórni muzycznej.